# アポストロス・ギアンヌ
アポストロス・ギアンヌ（英語: Apostolos Giannou、ギリシア語: Απόστολος Γιάννου、1990年1月25日 - ）は、ギリシャ系オーストラリア人のサッカー選手。元ギリシャ代表、現オーストラリア代表。ポジションはFW。

## クラブ歴

### ユース
ギリシャのイマティア県ナウサに生まれ、幼い時にオーストラリアのビクトリア州メルボルンに移住、メルボルンで育った。オーストラリアではポールと呼ばれていた。
ユースではオークライ・キャノンズFCに在籍した後、サウス・メルボルンFCに移籍。ビクトリア州代表としてU-14、U-15のカテゴリで出場し、アーニー・メリックのVISの一員となった。2006-07シーズンのAリーグに先だって行われたメルボルン・ビクトリーFCとの親善試合に育成契約を求めて参加したものの、その後PSVアイントホーフェンの下部組織の2週間のトライアルに参加し。彼は、もしPSVとの契約が出来なければメルボルン・ビクトリーに戻ってくると断言していたが、トライアルで失敗してメルボルンに戻り、6か月の契約で古巣のオークライ・キャノンズと契約した。

### アポロン・カラマリアス
2007年にはギリシャのアポロン・カラマリアスFCに移籍。2008年末のPAEケルキラ戦の81分に初得点をあげたものの、このホームゲームは1-3で敗北した。2008-09シーズンのベータ・エスニキでは5試合に出場した。

### カヴァラ
2009-10シーズンには5年契約で、新たにギリシャ・スーパーリーグに昇格したAOカヴァラに移籍。2009年11月21日のAEKアテネFC戦の79分に75分に代わって入ったばかりのイリアス・イオアンヌと交代しスーパーリーグ初出場を飾ると、88分に初得点を記録したが、チームは1-2で敗れた。なお彼がカヴァラに在籍している間にクラブはロバート・スタンボルジエフ、ジェリコ・カラッツ、アンドレアス・ゴヴァス、クレイグ・ムーアといったオーストラリア人のサッカー選手も擁していた。

### PAOK
カヴァラがベータ・エスニキに降格すると、ジシス・ヴリーザスが彼をPAOKテッサロニキへと三年契約で移籍させた。2011-12シーズン、2011年10月16日に行われたOFIクレタ戦の78分にヴラディミル・イヴィッチと交代で出場し、PAOKで初出場となった。翌年2月11日のOFIクレタ戦で初得点をあげ、2-0での勝利に貢献した。2013年1月には2012-13シーズン終了までの契約でFCプラタニアスにレンタル移籍した。

### パニオニオス
2012-13シーズン終了時にPAOKから放出された彼であったが、2013年9月2日にはパニオニオスFCが彼の獲得を発表した。監督のフーブ・ステフェンスの計画には無かった補強であったが、23歳の無所属のストライカーという事で即座に2年契約が締結された。

### アステラス・トリポリス
2015年6月9日にはアステラス・トリポリスFCがパニオニオスから彼を獲得、移籍金は明らかになっていない。初出場となったパントラキコスFC戦で初得点をあげ、更にその2試合後にもカロニFCからペナルティキックで得点をあげた。2015年9月27日、2015-16シーズンのギリシャ・スーパーリーグ第5節、レヴァディアコスFC戦でも得点をあげたが、このアウェーゲームは2-1の敗北に終わった。10月5日に行われた古巣のプラタニアス戦でも得点をあげ、ホームゲームを1-1の引分に持ち込んだ。同25日には3戦不振であった中でPASヤニナFCからペナルティキックを含む2点を獲得、アウェーでの2-1の勝利を齎し、この試合の最優秀選手に輝いた。
2015年11月5日、UEFAヨーロッパリーグ 2015-16 グループリーグのAPOELニコシア戦では前半アディショナルタイムにパブロ・マッサのアシストから得点をあげ、2-0での勝利に貢献した。この得点は欧州サッカー連盟主催試合で彼が初めてあげた得点である。
同月29日のオリンピアコスFC戦では前シーズンの覇者に対して93分にロベルト・ヒメネスのペナルティキックを防いでからのカウンターで得点し、1-3で敗れはしたものの一矢報いた。12月5日のイラクリス・テッサロニキFC戦でも得点をあげたものの、1-2でこのホームゲームに敗れ、イラクリスの対アステラス無敗神話を打ち崩す事は出来なかった。2016年1月2日のパントラキコス戦では彼の2得点を含む4得点で快勝。これらの得点によって2015-16シーズンの彼は11得点をあげ、パニオニオスで過ごした前シーズンの10得点を上回った。
2016年2月20日には中国サッカー・スーパーリーグの上海緑地申花が200万ユーロ以上を用意して彼の買収に乗り出したが、アステラス側は最低300万ユーロの条件を提示したため移籍はならなかた。なお彼の代わりにアヴラアム・パパドプーロスが100万ユーロで上海申花に移籍した。

### 広州富力
上海申花との移籍が破談になった僅か4日後の2016年2月24日に同じく中国超級の広州富力が彼を獲得。移籍金は250万ユーロで、3年契約の年収160万ユーロという破格の待遇で合意した。3月4日の河北華夏幸福戦で初出場を飾った。

### AEKラルナカ
2018年1月25日、キプロス・ファーストディビジョンのAEKラルナカへ移籍した。

### OFIクレタ
2020年9月22日、OFIクレタに移籍した。

### マッカーサー
2022年1月13日、マッカーサーFCに移籍した。

### ケーララ・ブラスターズ
2022年7月8日、ケーララ・ブラスターズFCに移籍した。

## 代表歴
2006年にはオーストラリアU-17代表としてAFC U-17選手権2006予選に出場。インドネシア代表戦で得点をあげた。その後の新潟遠征にU-17代表としてただ一人ビクトリア州から選ばれて向かい、アルビレックス新潟相手に得点し、5-1の快勝を収めた。
2008年には代表国を転じてギリシャU-19代表となり、UEFA U-19欧州選手権2008予選に出場、この時、同じくオーストラリア代表から転じたディーン・ブーザニスと共にピッチに立った。アレクサンドロス・アレクシウ監督の下、イタリア代表戦では途中出場、イングランド代表戦ではスターティングメンバーに名を連ね、2試合に出場したが、グループ最下位で敗退となった。
2010年9月5日には2年ぶりに代表に招集され、ギリシャU-21代表の一員としてUEFA U-21欧州選手権2011予選のメンバーに招集、マケドニアU-21代表戦に出場し2-1の勝利に貢献した。
2015年3月24日には、UEFA EURO 2016予選・グループFのハンガリー代表戦のメンバーとしてギリシャA代表に招集された。しかしこの試合で出場はならなかった。その後、オーストラリアとギリシャはどちらの代表にもなる権利のある彼を巡って争った。彼の経歴を振り返ると、ギリシャで生まれたがオーストラリアで育ち、どちらの国のユース年代の代表でも出場経験がある。UEFA EURO 2016予選ではギリシャ代表に招集されたものの出場はしていないため、オーストラリア代表として出場する権利もこの時点では失っていない状態であった。なお当時のオーストラリア代表監督のアンジェ・ポステコグルーは8年前、U-17代表の時に彼を指導した人物であった。この師弟関係が復活する可能性は彼がオーストラリアサッカー連盟が彼が国際サッカー連盟の規定に則ってオーストラリア代表になる権利があるかを確認していると述べた事によって生じた。なお2009年からオーストラリア代表は彼をチェックしており、2010 FIFAワールドカップに際して、ヨーロッパで活躍するオーストラリア人のトレーニングの際には彼と、当時のチームメイトであったクレイグ・ムーアも招集されていた。そこから2年後のPAOK時代にもオーストラリア代表のスカウトは彼を2試合視察していた。11月5日には再びギリシャ代表に招集され、ルクセンブルク代表、トルコ代表との親善試合に臨むメンバーの一人となった。17日に行われたトルコ代表戦でコンスタンティノス・ミトログルとの交代で後半途中から出場しギリシャ代表デビュー、試合はアウェーで0-0の引分の結果であった。しかしこの試合は親善試合であったため、オーストラリア代表としての出場権を失った訳ではなかった。最終的にこの問題は2016年2月25日に彼自身がオーストラリア代表を選択したと宣言した事によって収束した。なお、2016年6月にはオーストラリア代表とギリシャ代表が親善試合で2戦交える事が既に決まっていた。
オーストラリア代表初招集は2016年3月9日の2018 FIFAワールドカップ・アジア2次予選のタジキスタン代表戦及びヨルダン代表戦のメンバー発表時であった。オーストラリア代表初出場は3月24日のタジキスタン戦で、オーストラリアはこの試合を7-0で勝利したが、そのうちマッシモ・ルオンゴの得点をアシストした他、2つのペナルティキックを獲得し、ミル・ジェディナク、マーク・ミリガンがそれぞれゴールに流し込んだ。そして6月に行われたオーストラリア代表対ギリシャ代表戦のメンバーにも招集され、2戦ともにオーストラリア代表として出場、両代表の対決は1勝1敗の結果となった。